# Probainognathidae
Probainognathidés
Famille
Genres de rang inférieur
- † Probainognathus Romer, 1970, genre type
- † Bonacynodon Martinelli et al., 2016

Les probainognathidés (Probainognathidae) forment une famille de thérapsides cynodontes carnivores ayant vécu durant le Trias supérieur. Cette famille les genres Probainognathus et Bonacynodon, connue d'Amérique du Sud et possiblement Lepagia, connue quant à ce dernier d'Europe. Le taxon a été créée par A. S. Romer en 1973. 
Tous les genres sont de petits animaux. Probainognathus, connu à partir d'un certain nombre de spécimens, mesurait environ 10 centmètres de long et ressemble beaucoup à un mammifère en termes d'anatomie. Les restes de Lepagia sont limités aux dents. Celles-ci ressemblent le plus à la dentition d'autres cynodontes carnivores du Trias supérieur.